# 佐藤慎亮
佐藤 慎亮（さとう しんすけ、1990年5月5日）は日本の俳優である。
静岡県出身、ジャスティスジャパンエンターテイメント所属。
同事務所の俳優によるグループ 「J＊TesseИ」（ジェイテッセン）に2018年5月加入。※現在は活動休止中
2020年7月20日Fensi（フェンシー）にてファンクラブ設立。
2021年6月16日より配信アプリポコチャにてほぼ毎日配信を開始。その後ライノミ、BuzzVideoとアプリを移行。2022年4月1日にポコチャに戻ってきて毎日配信を継続中。

## 人物
- 身長 175cm、靴 26.5cm、血液型 A型
- 趣味/特技 サッカー(14年)ポジションFW、殺陣・アクション、料理、くるみ割り(素手)
- 資格 調理師免許
- 2012年4月に養成所入学
- 地元のサッカーチーム清水エスパルスのファン
- 甘党。カフェオレとアルフォートが好き。2020年5月5日の誕生日配信では1時間でショートケーキを5個食べた。2021年5月5日の誕生日配信では更に記録を更新してイチゴショートホールケーキを1時間で完食した。
- 実家の猫の名前はオクラ（グレー♂）ジジ（黒♂）つくね（茶トラ♀）
- ファンの呼称は「お佐党」
- ペットは黒のゴールデンハムスターのパル（♂）と黒のトイプードルのオレン（♂）オレンの誕生日は2020年8月24日

## 出演

### 舞台
2015年
- 『月よりの侍』―2月25日(水)～3月1日(日)全8公演〈新宿シアターモリエール〉

2016年
- 『ある苅屋くんの人生』相楽孝之 役 ―1月23日(土)～25日(月)全5公演〈北沢タウンホール〉
- 劇団空感演人『ホッチキス』―11月23日(水)～28日(月)全10公演〈両国 Air studio〉

2017年
- stage kitプロデュース『銀座旋律』B班 主演 ―7月26日(水)～31日(月)全15公演〈両国 Air studio〉
- 舞台『夏草 ～夜明けを待ちながら』―9月2日(土)～5日(火)全8公演〈R'sアートコート〉

2018年
- 『THE STAGE ラッキードッグ1 first luck』イヴァン・フィオーレ 役 ―3月24日(土)～30日(金)全10公演〈六行会ホール〉
- 『出雲の涙』出雲組 井戸宇右衛門 役 ―4月20日(金)～22日(日)全6公演〈千本桜ホール〉
- 『THE STAGE ラッキードッグ1 first luck+』イヴァン・フィオーレ 役 ―6月30日(土)～7月8日(日)全13公演〈シアターサンモール〉
- HYBRID PROJECT Vol.17『Re-』為春 役 ―9月12日(水)～16日(日)全8公演〈シアターサンモール〉
- 舞台『リライト』主演：東蒼太 役 ―11月7日(水)～10日(土)全6公演〈浅草六区 ゆめまち劇場〉
- タグステ『YOSHITSUNE ～呪われた英雄～』樋口兼光 役 ―12月5日(水)～9日(日)全8公演〈新宿シアターモリエール〉
- 『THE STAGE ラッキードッグ1 クリスマスウィーク!!』イヴァン・フィオーレ 役 ―12月14日(金)～24日(月)〈シアターサンモール〉

2019年
- 『BASARA外伝 ～KATANA 虹の話－銀杏－』青目 役 ―1月25日(金)～28日(月)全7公演〈紀伊國屋ホール〉
- 『出雲の涙 vol.2』井戸宇右衛門 役 ―3月21日(木)～24日(日)全8公演〈中目黒キンケロ・シアター〉
- 『りさ子のガチ恋♡俳優沼』三村孝介/山縣有朋 役 ―4月19日(金)～29日(月)全16公演〈新宿シアターモリエール〉
- 演劇企画ユニット劇団山本屋『風を切れ 2019』キリサメ 役 ―6月26日(水)～3日(水)全12公演〈ラゾーナ川崎プラザソル〉
- 『THE STAGE ラッキードッグ1 Break Through』イヴァン・フィオーレ 役 ―7月31日(水)～8月4日(日)全9公演〈草月ホール〉
- 舞台『お江戸のおもちゃ』徳山竹之進 役 ―11月7日(木)～10日(日)全8公演〈アトリエファンファーレ東池袋〉
- SG・コスモスプロデュースSTAGE.2『だまれ、未来。』シュウジ 役 ―11月21日(木)～24日(日)全7公演〈恵比寿・エコー劇場〉出演日：11/23、11/24 ※ゲスト出演
- 舞台『地図から消されたウサギ島』和久井一樹 役 ―12月19日(木)～23日(月)全8公演〈武蔵野芸能劇場 小劇場〉

2020年
- 『女医レイカ』神山眞 役 ―3月5日(木)〜8日(日)全9公演〈池袋シアターグリーンBASE THEATEA〉
- 『THE STAGE ラッキードッグ1 Paradise Lost』イヴァン・フィオーレ 役 ―4月1日(水)～5日(日)全9公演〈草月ホール〉※公演中止
- 劇団Rexyオンライン番外公演『CAFÉ「キリグ」』中武 役 ―5月30日(土)～6月27日(土)の毎週土曜日13:00～全5回※うち出演は6/13・6/20・6/27
- 『THE STAGE ラッキードッグ1 Paradise Lost+』イヴァン・フィオーレ 役 ―8月26日(水)～30日(日)全9公演〈草月ホール〉※公演中止

2021年
- 『学園事変』黒土闇 役 ―1月5日(火)～10日(日)全10公演〈日暮里d-倉庫〉
- 『明日は捲る』新開翔 役 ―4月14日(水)〜18日(日)全7公演〈シアターサンモール〉
- 『死刑島2021』カイジ 役 ―7月7日(水)〜11日(日)全8公演〈池袋シアターグリーンBOX in BOX THEATEA〉
- 『ひとひらの勇気』高倉 役 ―10月6日(水)〜10日(日)全8公演〈APOCシアター〉
- 『チェンジオブワールド』 奏矢 役 ―11月16日(火)〜21日(日)全10公演〈日暮里d-倉庫〉
- 『卒業後の温め方』明石 役―12月22日(水)〜26日(日)全7公演〈コフレリオ新宿シアター〉

2022年
- 『LoopHoles』イヴァン/フィリップス 役―1月15日(土)〜23日(日)全12公演〈すみだパークシアター倉〉※1月20日〜23日の6公演は4月28日〜5月1日に延期
- 『月の金魚』 荒井祐主阿 役 ―7月7日(木)〜10日(日)全8公演〈内幸町ホール〉
- 『THE STAGE ラッキードッグ1 Paradise Lost+』イヴァン・フィオーレ 役 ―8月26日(金)〜29日(月)全8公演〈飛行船シアター〉
- 舞台『リセット』 東蒼太 役 ―10月13日(木)〜16日(日)全7公演〈 シアターグリーン BIG TREE THEATER 〉
- 『刻時刻刻』 カイン 役 ―11月17日(木)〜20日(日)全6公演〈六行会ホール〉

2023年
- 『アヤしい隣人』主演：京極心/郷本真司 役―3月2日(木)〜6日(月)全8公演〈シアター風姿花伝〉
- ときめきステーショナリーズ『デッド・アンド・リライブ』 裁目庄三郎 役ー6月30日(金)〜7月3日(月)全7公演〈GOTANDA G4〉
- 舞台『Null land〜零の世界〜』宮田亮 役―8月9日(水)〜13日(日)全9公演〈 シアターグリーン BIG TREE THEATER 〉
- Ayukaproject#3『在りし日、学舎』姜琉成 役―8月31日(木)～9月3日(日)全6公演〈大塚・萬劇場〉
- 舞台『歌舞伎町ビターナイト』片桐司 役―10月4日(水)〜9日(月)全12公演〈バルスタジオ〉
- 舞台『歌舞伎町シュガーナイト』片桐司 役―11月1日(水)〜5日(日)全10公演〈バルスタジオ〉
- 『Vamp up』ヴラド 役―11月30日(木)〜12月3日(日)全6公演〈CBGKシブゲキ!!〉[2]

2024年
- 『コトの葉』アキオ 役―1月18日(木)〜28日(日)全18公演〈すみだパークシアター倉〉[3]
- 劇団えのぐ わたあめ工場 合同企画 えのぐ工場『それは不透明に繋がって〜現実は空想よりも奇なり』『それは不透明に繋がって〜 Shangri-la Notes』主演:藤真翔太/ディース 役―5月30日(木) - 6月2日(日)全7公演〈池袋シアターグリーンBOX in BOX THEATER〉[4]

### 映画
- 「土竜の唄」―2014年2月公開
- 「チーム・バチスタFINAL ケルベロスの肖像」―2014年3月公開

### ドラマ
- 「ショムニ 2013」桜井亮輔 役 ―2013年7月～9月〈CX・フジテレビ〉
- 「ドクターX〜外科医・大門未知子〜」〈EX・テレビ朝日〉
- 「カラマーゾフの兄弟」―2013年1月～3月〈CX・フジテレビ〉
- 「GTO」〈KTV・関西テレビ〉
- 「刑事ゆがみ」―2017年10月～12月〈CX・フジテレビ〉
- 「FINAL CUT」ザ・プレミアワイド 社員 役 ―2018年1月～3月〈CX・フジテレビ〉

### CM
- カルビー
- Yahoo!モバイル
- BLUE DIAMOND
- 明治安田生命
- ロート製薬「Cキューブ」
- しまむら
- ペプシネックス
- ブレイブフロンティア
- ガンホー パズル&ドラゴンズ

### Web
- 東京ディズニーリゾート
- 楽天トラベル
- 日本下水道施設管理業協会「下水処理場の仕事 ー維持管理って何するの？ー」―2017年9月
- 森永乳業「パルテノヨーグルト」―2017年11月
- 「popln Aladdin」―2017年12月